# Königsdorff

Wappen der Grafen von Königsdorff

Königsdorff ist der Name eines schlesischen Adelsgeschlechts, das auf Johann Regius (König) aus Breslau, zwischen 1560 und 1579 evangelischer Pfarrer von Lorzendorf bei Namslau (später zu Kattern bei Breslau), zurückgeht.
Sein Nachfahre, Samuel Regius, Stadtsyndikus in Breslau, erhielt am 12. Februar 1705 den böhmischen Ritterstand unter dem Namen von Königsdorff und am 5. April 1727 das böhmische Inkolat.

## Häuser
Die Erhebung in den preußischen Grafenstand erfolgte am 23. März 1788 für Heinrich Ludwig von Königsdorff, am 6. Juli 1798 für dessen Bruder Ludwig Carl von Königsdorff und am 28. September 1798 für deren Vetter Carl Sylvius von Königsdorff.

Carl Sylvius Graf von Königsdorff

Sie sind die Gründerväter dreier Häuser: Peterwitz, Koberwitz und Lohe. Alle drei Häuser sind jedoch erloschen, Koberwitz im Februar 1841 und Peterwitz im Juni 1866. Das Haus Lohe dauerte noch bis ins 21. Jahrhundert fort. Zu Lohe gehörte auch das Rittergut Bettlern. Der letzte männliche Angehörige des Geschlechts, Ingram Graf von Königsdorff, verstarb am 12. Dezember 2004 im Münchner Klinikum Großhadern im Alter von nahezu 84 Jahren. Nach ihm ist der von seiner Witwe gestiftete Graf Ingram von Königsdorff-Gedächtnispreis der Stiftung Akademie der Bildenden Künste in München benannt, der 2006 erstmals verliehen wurde. Mit Ingram Graf von Königsdorff ist das Geschlecht der Königsdorffs erloschen.

## Wappen
Das Wappen von 1705 ist geviert und ist im ersten Feld in fünf Reihen von Rot und Silber geschacht, im 2. und 3. Feld hat es je drei (1, 2) goldene Blätterkronen und im 4. Feld drei (1, 2) goldene Sterne. Auf dem Helm mit rechts blau-goldenen, links rot-silbernen Decken die drei Sterne zwischen offenem schwarzen Fluge.

## Bekannte Familienmitglieder
- August von Königsdorff (1783–1854), preußischer Landrat
- Carl Ludwig Silvius Wilhelm von Königsdorff (1773–1841), preußischer Landrat
- Carl Sylvius von Königsdorff (1742–1821), deutscher Gutsbesitzer
- Eleonore von Königsdorff (1831–1907), Ehefrau des Beamten und Politikers August von Ende
- Felix von Königsdorff (1835–1924), deutscher Unternehmer, Gutsbesitzer und Politiker